# La Pila (Chiapa de Corzo)
A 16. században épült La Pila nevű kútház a mexikói Chiapa de Corzo városának egyik jelentős műemléke és kedvelt turisztikai látnivalója, amely ma már a város jelképének számít.

## Története
Azon a helyen, ahol ma a kútház áll, korábban az őslakó indiánok forrása helyezkedett el, amit ők Napoomának neveztek. A spanyolok azért építették ennek a helyére az új kútházat (amely Chiapas állam első kiépített vízforrása lett), hogy az indián lakosságnak, ha vízhez akar jutni, folyamatosan ide kelljen járnia, ezáltal is napról napra erősítve bennük azt a tudatot, hogy a leigázott terület új urai a spanyolok. A Rodrigo de León Domonkos-rendi szerzetes által elrendelt építkezés 1562-ben fejeződött be. Az 1940-es években a boltívek oszlopainak belső oldalára több mozaikos emléktáblát helyeztek el, amelyek felirata a város nevének eredetéről és a kútház felújításáról szól.

## Az építmény
A La Pila egyes vélemények szerint egész Mexikó legfontosabb műemlékei közé tartozik. Ez az egyetlen téglából épült mudéjar stílusú építmény Chiapas államban. Nyolcszögű formája I. Károly spanyol király koronáját utánozza, a kicsúcsosodások a koronai ékköveit jelképezik. A keleti oldalon emelkedő kis torony, amely az egész építményhez egy boltíven keresztül kapcsolódik, a korona fogantyúját ábrázolja.
Az egész építmény külső átmérője 23,5 méter, a középső kupola pedig, amelynek földszintjére egy 70 cm magas lépcső vezet fel, 14 méter átmérőjű. Mellette áll a La Pochota nevű óriásfa, amely szintén a város egyik jelképe.

## Képek

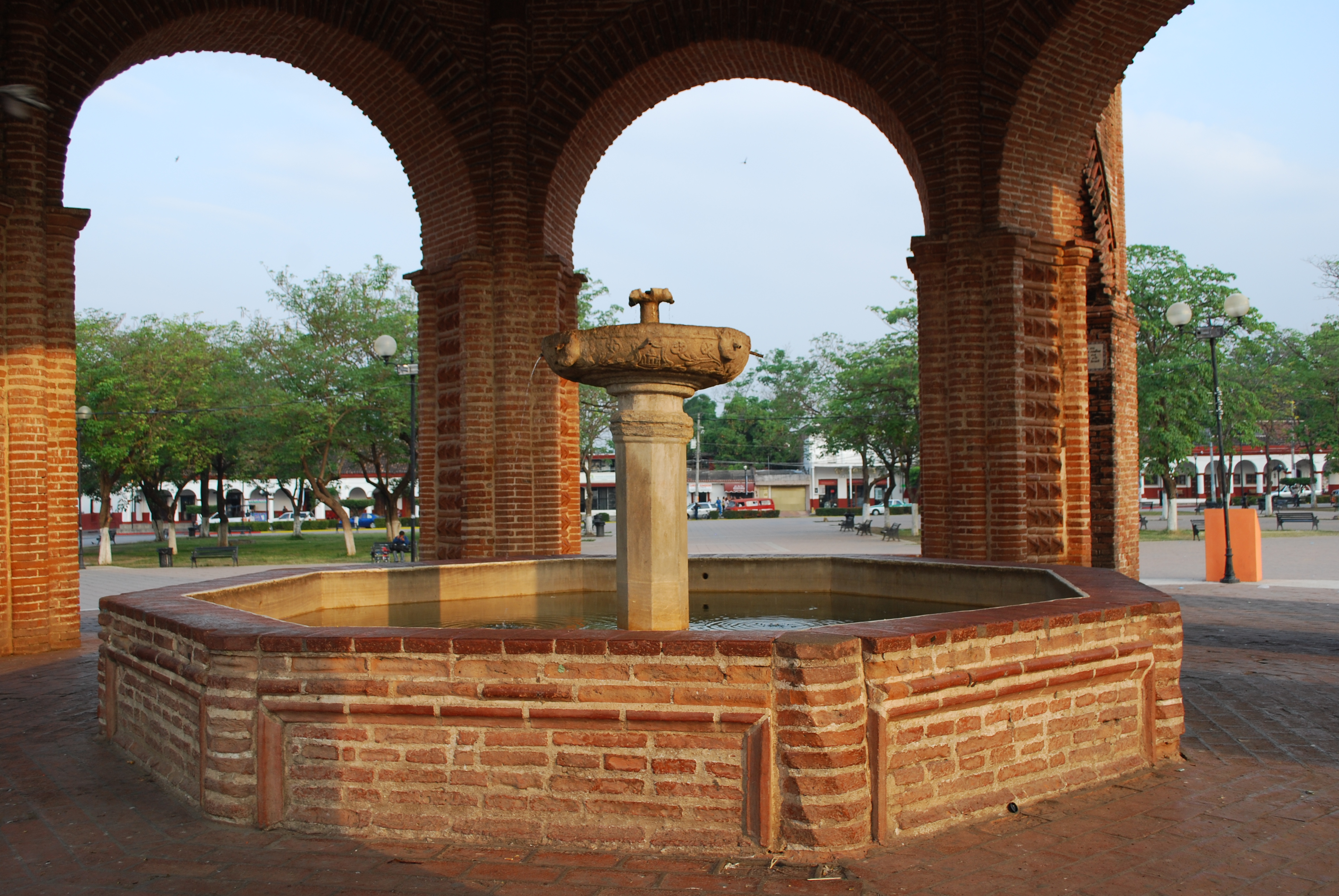
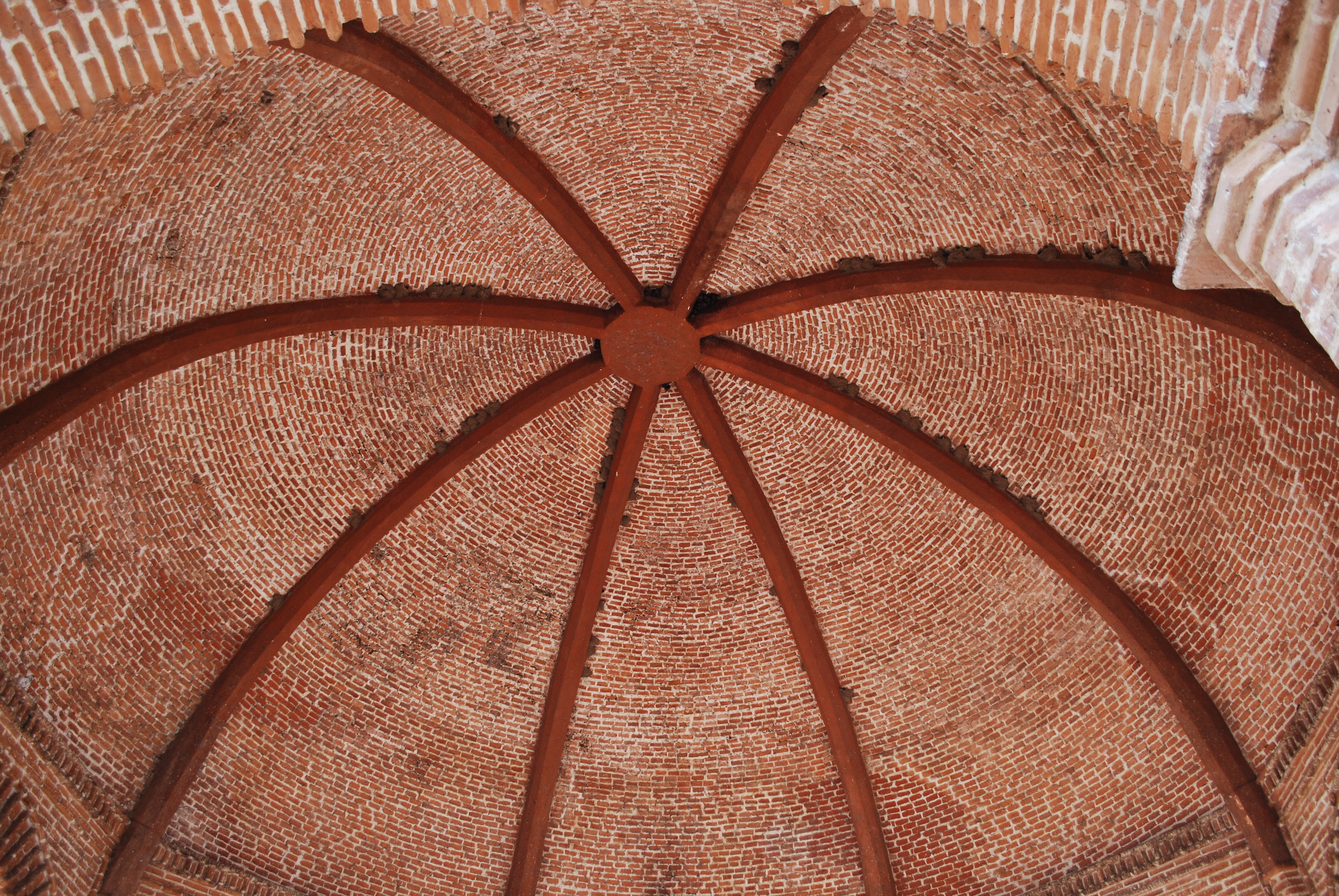
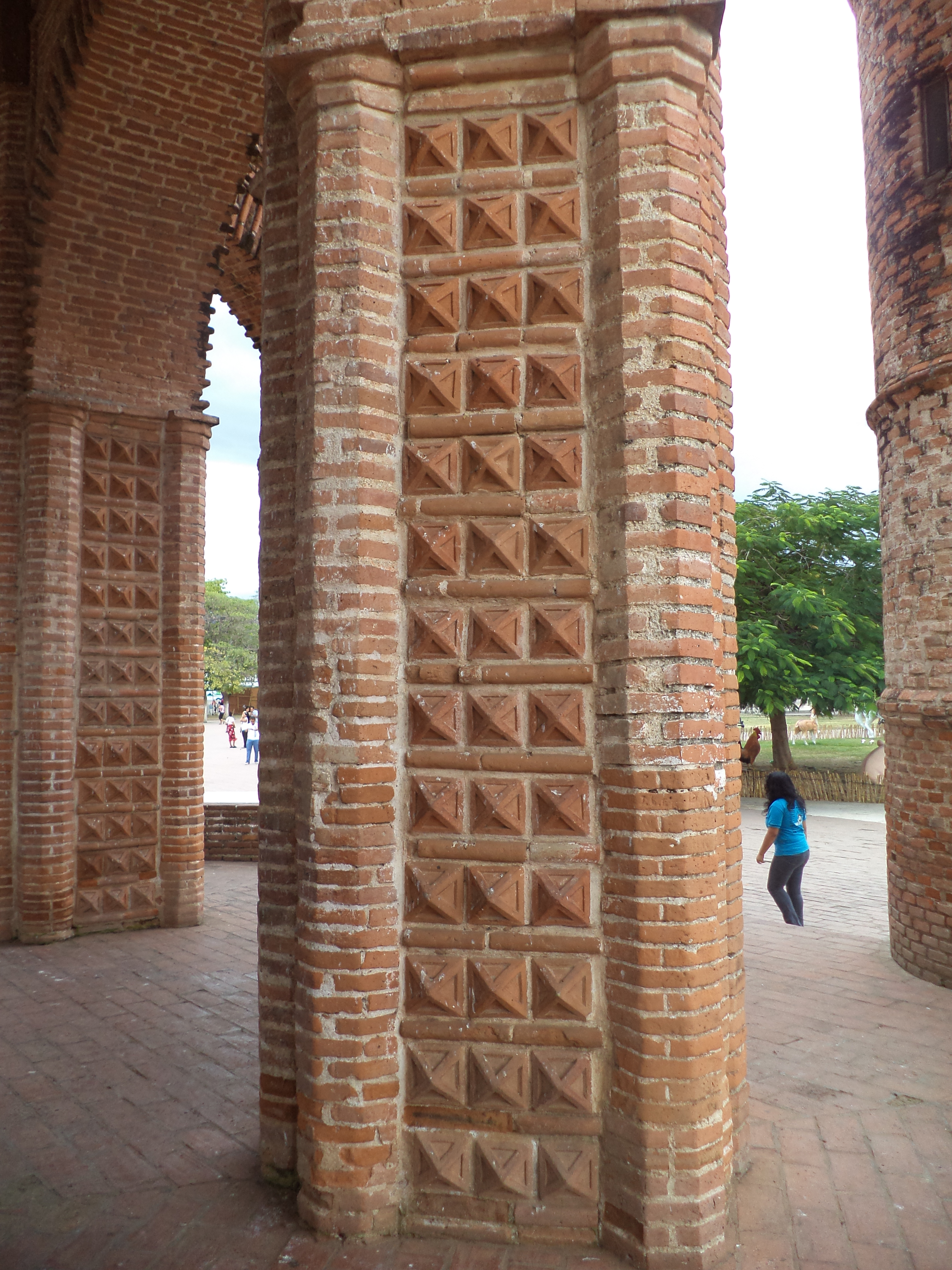
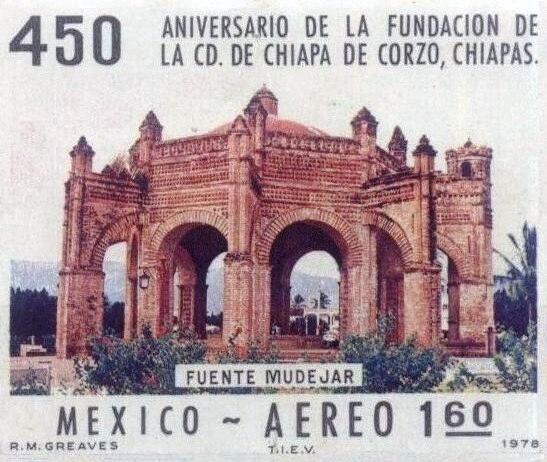
A La Pila egy 1978-as bélyegen